# Luis León Sánchez
Pour les articles homonymes, voir Sánchez.
Sánchez  Gil est un nom espagnol. Le premier nom de famille, en général paternel, est Sánchez ; le second, en général maternel, souvent omis, est Gil.
Luis León Sánchez Gil, né le 24 novembre 1983 à Mula dans la Communauté autonome de Murcie, est un coureur cycliste espagnol. Il débute chez les professionnels en 2004 chez Liberty Seguros et court de 2015 à 2021 pour l'équipe Astana avant de rejoindre l'équipe Bahrain Victorious. Il a notamment remporté Paris-Nice en 2009, la Classique de Saint-Sébastien en 2010 et 2012, le championnat d'Espagne sur route en 2020, celui du contre-la-montre en 2008, 2010, 2011 et 2012 ainsi que quatre étapes du Tour de France, en 2008, 2009, 2011 et 2012.

## Repères biographiques
Luis León Sánchez naît le 24 novembre 1983 à Mula dans la Communauté autonome de Murcie. Son père, Pedro León, est policier. Il a trois frères qui portent comme lui le prénom León, donné par leur père en hommage à leur grand-père paternel. Pedro León Sánchez Gil, né le 24 novembre 1986, est footballeur professionnel et évolue depuis juillet 2016 à Eibar. Antonio León Sanchez est joueur de futsal. Leur frère León León, qui pratiquait également le cyclisme, est mort en 2005 à l'âge de 23 ans dans un accident de la circulation en quad. Depuis lors, les trois frères dédient leurs victoires ou leurs buts à leur frère décédé.

## Carrière cycliste

### Les débuts
Luis León Sánchez commence sa carrière professionnelle en 2004, à 20 ans, dans l'équipe Liberty Seguros. Il signe un premier succès en mai lors de la Clásica de Alcobendas, dont il remporte l'étape chronométrée devant Iban Mayo et Isidro Nozal. Quelques jours plus tard, il gagne la première étape du Tour des Asturies. Il confirme ses bonnes dispositions pour le contre-la-montre en se classant deuxième du championnat national, derrière José Iván Gutiérrez et en battant notamment un autre spécialiste de cette discipline, son coéquipier Igor González de Galdeano.
Il lance sa deuxième année chez les professionnels en remportant le Tour Down Under en Australie, à l'issue d'une semaine dominée par la Liberty Seguros, Allan Davis se classant deuxième. Sánchez glane par ailleurs une victoire d'étape, et termine deuxième de l'étape reine, où son équipe occupe les quatre premières places. Il participe ensuite aux courses flandriennes, où il prend notamment la quatrième place des Trois Jours de La Panne. Il se fracture le poignet gauche lors de Gand-Wevelgem. Il fait son retour à la compétition à la Clásica de Alcobendas, où il remporte le contre-la-montre, comme l'année précédente. En juillet, il participe au Tour de France, son premier grand tour. Il achève l'épreuve à la 108e place, avec plus de trois heures de retard sur le vainqueur Lance Armstrong. La fin de l'année 2005 est endeuillée par la mort accidentelle de son frère León, son aîné de un an. Coureur cycliste jusqu'en catégorie espoirs, il avait été vice-champion d'Espagne junior en 1999.
En 2006, Sánchez participe à nouveau au Tour Down Under, dont il prend cette fois la deuxième place, derrière l'Australien Simon Gerrans. Il termine également deuxième, en mars, du Tour de Castille-et-León, derrière Alexandre Vinokourov, et troisième des Trois Jours de La Panne. La suite de sa saison est cependant moins brillante, et il est contraint à l'abandon sur le Tour d'Espagne pour sa première participation.

### 2007-2010: chez Caisse d'Épargne

#### 2007
En 2007, Sánchez prouve à nouveau qu'il est un grand coureur de début de saison. Après plusieurs places d'honneur en Espagne, il remporte la sixième étape de Paris-Nice et termine troisième du classement général. Mais une nouvelle fois, la suite de la saison de Sánchez n'est pas à la hauteur de cet excellent début, malgré une deuxième place lors du Championnat d'Espagne du contre-la-montre.

#### 2008-2010

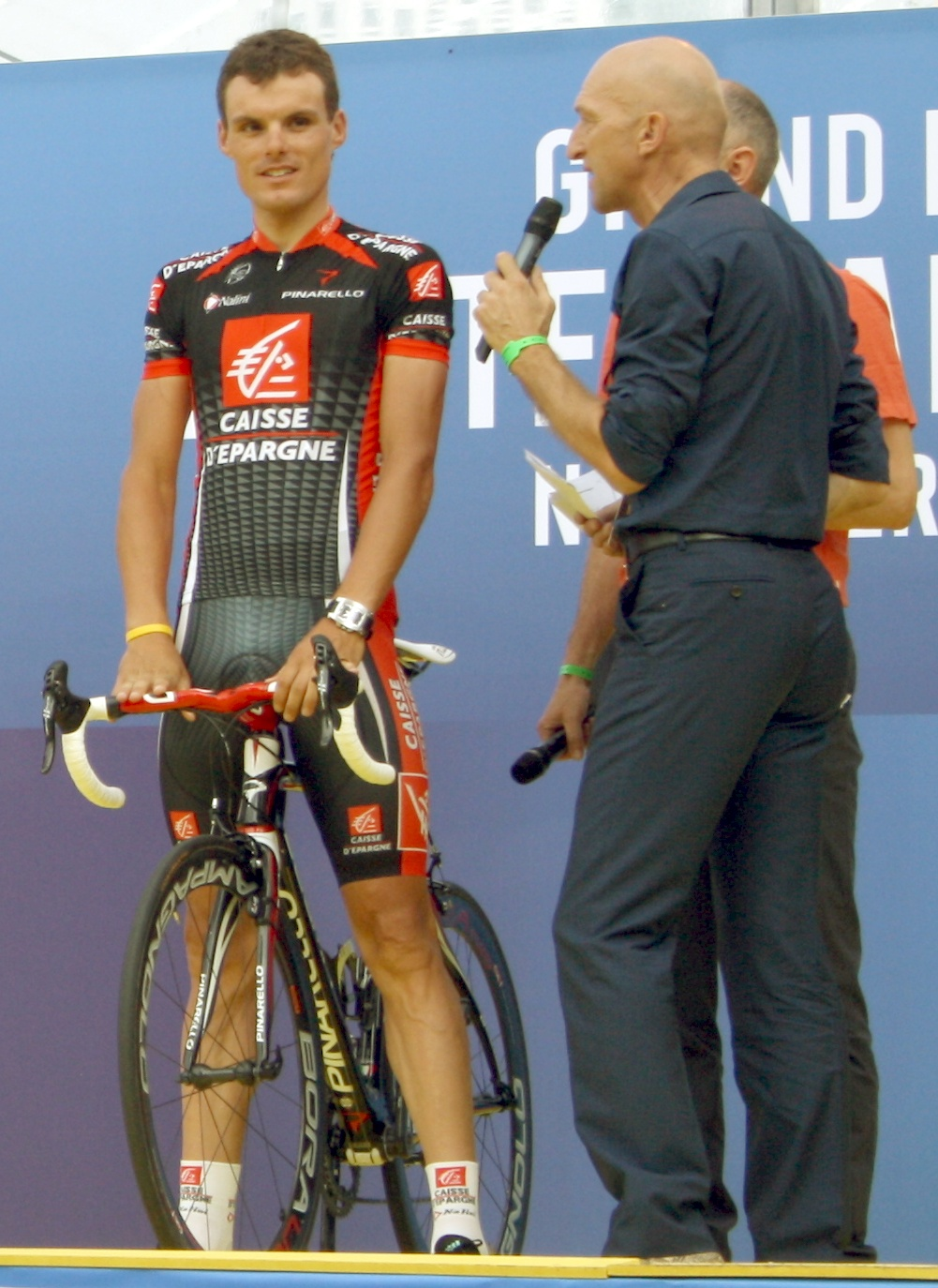
Luis León Sánchez lors de la présentation du Tour de France 2010.

En 2008, Sánchez s'illustre à nouveau sur ses courses de prédilection. Huitième du Tour Down Under, il remporte l'étape finale de Paris-Nice, qu'il termine à la cinquième place au classement général. Il obtient également la troisième place sur le Critérium international à la fin du mois de mars. La fin de saison de Sánchez est meilleure que les années précédentes, et marquée par deux victoires de prestige, sur les Championnats d'Espagne du contre-la-montre, et dans la 7e étape du Tour de France où, attaquant dans les rues d'Aurillac, il préserve une avance de 6 secondes sur ses poursuivants.
2009 commence par quatre victoires sur le sol français pour Sánchez, qui s'impose coup sur coup sur le Tour méditerranéen, dont il aura été leader dès le premier jour grâce au succès de son équipe Caisse d'Épargne dans le contre-la-montre par équipes, sur la première étape du Tour du Haut-Var puis la 7e étape de Paris-Nice, dont il prend la tête à la suite d'une défaillance d'Alberto Contador. Le lendemain il s'impose définitivement sur ce Paris-Nice en devançant Fränk Schleck et Sylvain Chavanel.
En 2010, il commence sa saison au Tour Down Under, qu'il termine à la 2e place en ayant remporté la 5e étape. Il remporte également le contre-la-montre du Tour de l'Algarve. En avril, il s'impose pour la troisième fois de la saison lors de la première étape du Circuit de la Sarthe. En juin, il remporte pour la seconde fois après 2008 le Championnat d'Espagne contre-la-montre en l'absence du tenant du titre Alberto Contador. Il remporte également fin juillet la Classique de Saint-Sébastien en devançant au sprint ses compagnons d'échappée Alexandre Vinokourov et Carlos Sastre. Début septembre, son transfert chez Rabobank est annoncé. Il termine à la troisième place du classement mondial UCI,.

### 2011-2013: chez Rabobank puis Blanco/Belkin

#### Saison 2011

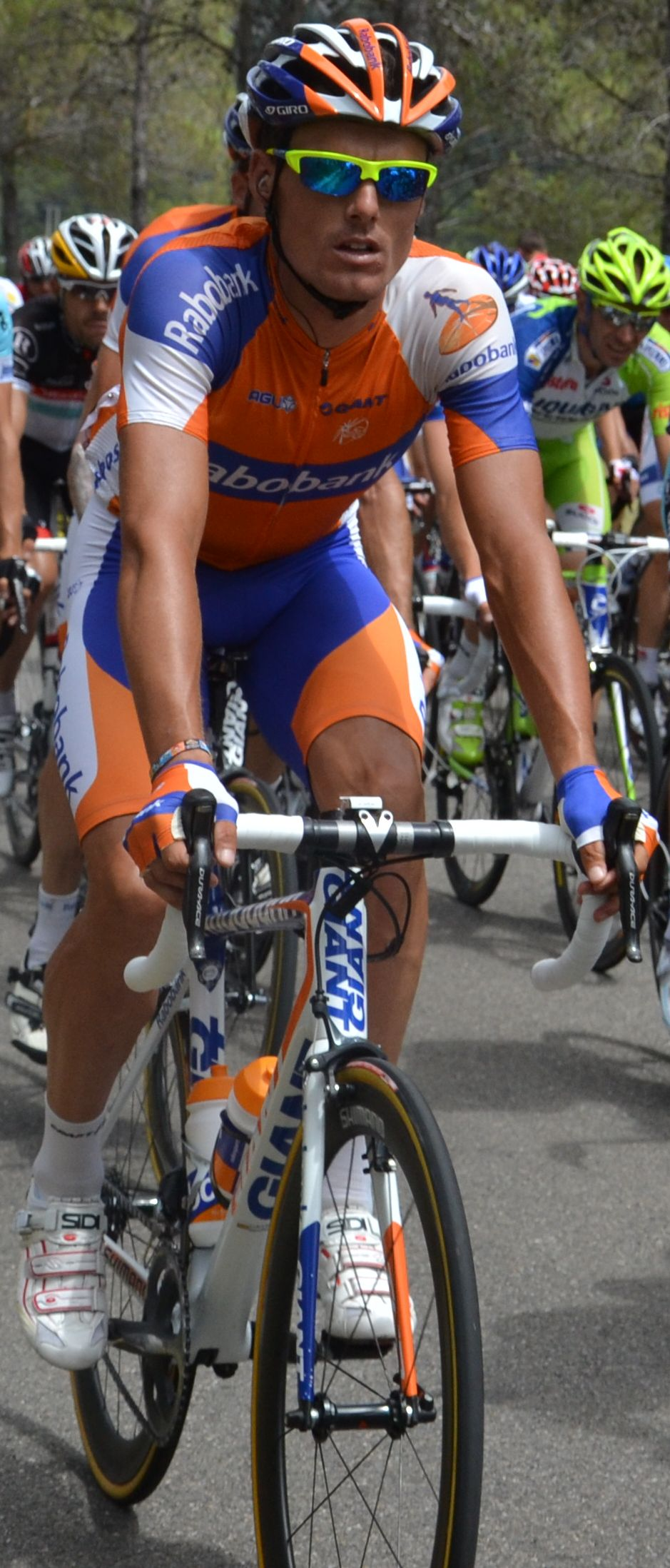
Luis León Sánchez chez Rabobank lors de la 13e étape du Tour de France 2012.

En 2011, Luis León Sánchez s'engage dans l'équipe Rabobank. Le 24 juin, il remporte le championnat d'Espagne du contre-la-montre devant Jonathan Castroviejo et Alberto Contador. Il décroche aussi l'étape Issoire-Saint-Flour du Tour de France 2011  après une longue échappée de 167 km devançant les deux Français Thomas Voeckler (Europcar), qui s'empare du maillot jaune à l'issue de cette 9e étape, et Sandy Casar (FDJ). En fin d'année, Sánchez se classe 73e de l'UCI World Tour.

#### Saison 2012
En 2012, il remporte la 6e étape de Paris-Nice début mars, puis une étape du Tour de Castilla-y-León mi-avril. Fin avril, il remporte deux étapes du Tour de Romandie, s'empare du maillot de leader après sa deuxième victoire, mais termine finalement 10e du classement général, à l'issue du contre-la-montre final. En juin, il remporte le  championnat d'Espagne du contre-la-montre pour la 4e fois. Sur le Tour de France 2012, il remporte la 14e étape arrivant à Foix. Puis dans la foulée, il prend la  4e place de la 18e étape et termine 3e du contre-la-montre final. À Londres, il termine 14e de la course en ligne des Jeux olympiques. Il remporte ensuite, en solitaire, la Classique de Saint-Sébastien pour la deuxième fois de sa carrière, après avoir attaqué sur une section plate avec 9 kilomètres à parcourir. Il résiste au retour du peloton qui n'a jamais plus de 20 secondes de retard sur lui et traverse la ligne d'arrivée avec le groupe de poursuivants pointant à 7 secondes

#### Saison 2013
En 2013, l'équipe Rabobank prend le nom de Blanco, à la suite du retrait de son sponsor. Par rapport aux années précédentes, le programme initial de Luis León Sánchez comporte quelques changements : son premier objectif est Tirreno-Adriatico (ceux de son équipe qui feront Paris-Nice sont ceux qui sont prévus pour le Giro), il participera aussi à Milan-San Remo et aux classiques ardennaises, puis au Tour d'Espagne. Cependant, l'équipe Blanco le suspend au début du mois de février et ouvre une enquête interne à son sujet, afin de déterminer s'il a été client du docteur Eufemiano Fuentes. Il est finalement blanchi par son équipe, et reprend la compétition au Tour de Belgique, du 22 au 26 mai.
Lors de la quatorzième étape du Tour d'Espagne, marquée par l'apparition de la pluie et une chute de la température, Sánchez, présent dans l'échappée du jour, chute dans une descente et doit abandonner. Au mois d'octobre, alors que la saison se termine, Belkin annonce avoir racheté le contrat de Sánchez dans le but de lui faire quitter l'équipe, le trouvant cité trop régulièrement dans des potentielles affaires de dopage.

### 2014: chez Caja Rural-Seguros RGA
Il trouve refuge chez l'équipe continentale professionnelle Caja Rural-Seguros RGA. Il remporte la première course qu'il dispute avec sa nouvelle formation. Lors de la première étape de la Tropicale Amissa Bongo, il s'impose au sprint face à ses compagnons d'échappée. Durant cette saison, il remporte le classement de la montagne du Tour d'Espagne.
Initialement présélectionné pour le contre-la-montre et la course en ligne des championnats du monde 2014, il est retenu pour ces deux épreuves.

### 2015-2021: Astana
Recruté par l'équipe Astana, il participe au Tour d'Italie pour la première fois et termine l'épreuve en 35e position. Plus tard dans la saison il est  médaillé d'or de la course en ligne aux Jeux européens. En fin d'année il prolonge son contrat avec la formation Astana pour deux ans.
Sánchez est sélectionné pour le contre-la-montre et la course en ligne des championnats du monde de Richmond. Les chefs de file espagnols pour la course en ligne sont Alejandro Valverde et Joaquim Rodríguez.
Il commence 2016 par une deuxième place au Tour de la Communauté valencienne. Après sa victoire lors de la deuxième étape du Tour de l'Algarve, il prend la tête de l'épreuve portugaise. Lors de l'étape suivante disputée lors d'un contre-la-montre individuel, il abandonne après une chute. Il remporte la première étape du Tour du Pays basque et revêt le maillot de leader.
En 2017, il est présélectionné pour participer aux championnats d'Europe de cyclisme sur route.
Victime de soucis de santé, il doit abandonner lors du Tour de France au cours de l’été 2019.
En août 2020, il se classe deuxième du championnat d'Espagne du contre-la-montre puis gagne pour la première fois le titre de champion d'Espagne lors de la course en ligne.
Présent sur le Tour de France 2023, Luis León Sánchez chute dans le final de la quatrième étape. Atteint d'une fracture de la clavicule gauche, il ne repart pas le lendemain.
Il met un terme à sa carrière à l'issue du Tour d'Espagne 2023, qu'il termine à la 61e place.

## Palmarès, résultats et classements mondiaux

### Palmarès sur route

#### Palmarès amateur
| - 2000 - Vainqueur de la Coupe d'Espagne juniors - 2e du championnat d'Espagne sur route juniors - 2001 - Vainqueur de la Coupe d'Espagne juniors - Vuelta al Besaya : - Classement général - 1re, 3ea (contre-la-montre) et 4e étapes - 2e du championnat d'Espagne du contre-la-montre juniors - 2002 - Mémorial Etxaniz - 2e de l'Insalus Saria | - 2003 - Torneo Lehendakari - Insalus Saria - Gran Premio Górliz - 1rea étape du Tour d'Estrémadure (contre-la-montre par équipes) - Premio Ayuntamiento de Leioa - Prueba Ermúa - 3e du Tour de Valladolid |  |

#### Palmarès professionnel
| - 2004 - 1re étape du Tour des Asturies - 3e étape de la Clásica de Alcobendas (contre-la-montre) - 2e du championnat d'Espagne du contre-la-montre - 2005 - Tour Down Under : - Classement général - 3e étape - 3e étape de la Clásica de Alcobendas (contre-la-montre) - 2006 - 2e du Tour Down Under - 2e du Tour de Castille-et-León - 3e des Trois Jours de La Panne - 2007 - Classement général du Challenge de Majorque - 6e étape de Paris-Nice - 2e du Trofeo Soller - 2e du championnat d'Espagne du contre-la-montre - 3e de Paris-Nice - 2008 - Champion d'Espagne du contre-la-montre - 7e étape de Paris-Nice - 7e étape du Tour de France - 3e du Critérium international - 5e de Paris-Nice - 8e du Tour Down Under - 2009 - Tour méditerranéen : - Classement général - 2e étape (contre-la-montre par équipes) - 1re étape du Tour du Haut-Var - Paris-Nice : - Classement général - 7e étape - 1re étape du Tour du Pays basque - 8e étape du Tour de France - 2e du championnat d'Espagne contre-la-montre - 4e du Tour du Pays basque - 6e du Grand Prix de Plouay - 2010 - Champion d'Espagne du contre-la-montre - 5e étape du Tour Down Under - 5e étape du Tour de l'Algarve (contre-la-montre) - Circuit de la Sarthe : - Classement général - 1re étape - Classique de Saint-Sébastien - 2e du Tour Down Under - 2e du Tour de l'Algarve - 2e de Paris-Nice - 4e du Tour de Catalogne - 7e du championnat du monde du contre-la-montre - 9e du Tour d'Espagne, - 10e du Tour de France, - 2011 - Champion d'Espagne du contre-la-montre - 9e étape du Tour de France - 6e du Tour de Pékin | - 2012 - Champion d'Espagne du contre-la-montre - Classique de Saint-Sébastien - 6e étape de Paris-Nice - 2e étape du Tour de Castille-et-León - 3e et 4e étapes du Tour de Romandie - 14e étape du Tour de France - 10e du Tour de Romandie - 2013 - 5e étape du Tour de Belgique - 3e étape du Tour de l'Ain - 2e du championnat d'Espagne du contre-la-montre - 2e du Tour de Belgique - 2e du Tour de l'Ain - 3e du championnat d'Espagne sur route - 2014 - 1re étape de la Tropicale Amissa Bongo - 3e étape du Tour de Castille-et-León - Classement de la montagne du Tour d'Espagne - 2e de la Tropicale Amissa Bongo - 2e de la Classique d'Ordizia - 3e du Tour d'Andalousie - 2015 - Médaillé d'or de la course en ligne aux Jeux européens - Médaillé de bronze du contre-la-montre aux Jeux européens - 2016 - 2e étape du Tour de l'Algarve - 1re étape du Tour du Pays basque - 2e du Tour de la Communauté valencienne - 10e du championnat d'Europe sur route - 2017 - Grand Prix Bruno Beghelli - 2018 - Tour de Murcie - 4e étape du Tour des Alpes - 2e étape du Tour d'Almaty - 2e du Tour de la Communauté valencienne - 8e du Tour Down Under - 8e du Tour du Guangxi - 2019 - Tour de Murcie : - Classement général - 2e étape - 2e étape du Tour de Suisse - 1re étape du Tour d'Espagne (contre-la-montre par équipes) - 2e du Grand Prix Miguel Indurain - 2e du championnat d'Espagne sur route - 4e du Tour Down Under - 9e de Paris-Nice - 10e de la Cadel Evans Great Ocean Road Race - 2020 - Champion d'Espagne sur route - 2e étape du Tour de Murcie - 2e du championnat d'Espagne du contre-la-montre - 2021 - Classique d'Ordizia - 3e du Grand Prix Miguel Indurain |  |

#### Résultats sur les grands tours

##### Tour de France
12 participations
- 2005 : 108e
- 2008 : 62e, vainqueur de la 7e étape
- 2009 : 26e, vainqueur de la 8e étape
- 2010 : 10e[n 11],[31]
- 2011 : 57e, vainqueur de la 9e étape
- 2012 : 64e, vainqueur de la 14e étape
- 2016 : 48e
- 2018 : abandon (2e étape)
- 2019 : non-partant (17e étape)
- 2020 : 32e
- 2022 : 13e
- 2023 : non-partant (5e étape)

##### Tour d'Italie
5 participations
- 2015 : 35e
- 2017 : 43e
- 2018 : 25e
- 2021 : 33e
- 2023 : 24e

##### Tour d'Espagne
14 participations
- 2006 : abandon (11e étape)
- 2007 : 72e
- 2010 : 9e[n 10],[29]
- 2011 : 53e
- 2013 : abandon (14e étape)
- 2014 : 56e,  vainqueur du classement de la montagne
- 2015 : 33e
- 2016 : 26e
- 2017 : 32e
- 2019 : 23e, vainqueur de la 1re étape (contre-la-montre par équipes)
- 2020 : non-partant (16e étape)
- 2021 : abandon (17e étape)
- 2022 : 15e
- 2023 : 61e

#### Classements mondiaux
Jusqu'en 2004, le classement UCI concerne tous les coureurs ayant obtenu des points lors de courses du calendrier international de l'Union cycliste internationale (324 courses en 2004). En 2005, l'UCI ProTour et les circuits continentaux sont créés, ayant chacun leur classement. De 2005 à 2008, le classement de l'UCI ProTour classe les coureurs membres d'équipes ProTour en fonction des points qu'ils ont obtenus lors des courses du calendrier UCI ProTour, soit 28 courses en 2005, 27 en 2006, 26 en 2007. En 2008, le calendrier du ProTour est réduit à 15 courses en raison du conflit entre l'UCI et les organisateurs de plusieurs courses majeures. Les trois grands tours, Paris-Roubaix, la Flèche wallonne, Liège-Bastogne-Liège, le Tour de Lombardie, Tirreno-Adriatico et Paris-Nice ne sont donc pas pris en compte dans le classement ProTour 2008. En 2009 et 2010, un « classement mondial UCI » remplace le classement ProTour. Il prend en compte les points inscrits lors des courses ProTour et des courses qui n'en font plus partie, regroupées dans un « calendrier historique », soit au total 24 courses en 2009 et 26 en 2010. Ce nouveau classement prend en compte les coureurs des équipes continentales professionnelles. En 2011, l'UCI ProTour devient l'UCI World Tour et reprend dans son calendrier les courses qui l'avaient quitté en 2008. Il comprend 27 courses en 2011.
Luis León Sánchez apparaît pour la première fois au classement UCI en 2004. Il obtient son meilleur classement en 2010 : 3e.
| Année                                 | 2004 | 2005 | 2006 | 2007 | 2008 | 2009 | 2010 | 2011 | 2012 | 2013 | 2014 | 2015 | 2016 | 2017 | 2018 | 2019 | 2020 | 2021 | 2022 | 2023 |
| ------------------------------------- | ---- | ---- | ---- | ---- | ---- | ---- | ---- | ---- | ---- | ---- | ---- | ---- | ---- | ---- | ---- | ---- | ---- | ---- | ---- | ---- |
| Classement UCI                        | 327e |      |      |      |      |      |      |      |      |      |      |      |      |      |      |      |      |      |      |      |
| UCI ProTour                           |      | nc   | nc   | 55e  | 71e  |      |      |      |      |      |      |      |      |      |      |      |      |      |      |      |
| Calendrier mondial                    |      |      |      |      |      | 20e  | 3e   |      |      |      |      |      |      |      |      |      |      |      |      |      |
| UCI World Tour                        |      |      |      |      |      |      |      | 73e  | 36e  | nc   |      | 147e | 125e | 119e | 100e |      |      |      |      |      |
| Classement mondial                    |      |      |      |      |      |      |      |      |      |      |      |      | 103e | 118e | 73e  | 67e  | 181e | 150e | 262e | 738e |
| UCI Europe Tour                       |      |      |      |      |      |      |      |      |      |      | 53e  |      | 148e | 99e  | 37e  | 55e  | 149e | 128e | 213e | nc   |
| UCI Asia Tour                         |      |      |      |      |      |      |      |      |      |      | nc   |      | nc   | nc   | 119e |      |      |      |      |      |
| UCI Africa Tour                       |      |      |      |      |      |      |      |      |      |      | 8e   |      | nc   | nc   | nc   |      |      |      |      |      |
|                                       |      |      |      |      |      |      |      |      |      |      |      |      |      |      |      |      |      |      |      |      |
| Légende : nc = non classéSource : UCI |      |      |      |      |      |      |      |      |      |      |      |      |      |      |      |      |      |      |      |      |

### Palmarès sur piste
- 2001
  -  Champion d'Espagne de poursuite juniors
  -  Champion d'Espagne du kilomètre juniors
  -  Champion d'Espagne de course aux points juniors
- 2010
  -  Champion d'Espagne de poursuite par équipes (avec Eloy Teruel, Pablo Bernal et Rubén Fernández)